# Texiweckelia texensis
Texiweckelia texensis är en kräftdjursart som först beskrevs av John R. Holsinger 1973.  Texiweckelia texensis ingår i släktet Texiweckelia och familjen Hadziidae. Inga underarter finns listade i Catalogue of Life.